# King of the Fools
King of the Fools è un album discografico del gruppo musicale italiano Le Braghe Corte, pubblicato nel 2007 dalla LBC Records.

## Tracce
1. Die Hard
2. Back to My Place
3. King of the Fools
4. You Turn Me On
5. L.I.A.R.
6. 140 segreti
7. Nacken Spoiler
8. Somebody Said War?!
9. Amsterdam
10. The Face
11. Knock Down
12. These Boots Are Made For Walking

## Formazione

### Gruppo
- Victor de Jonge - voce e tromba
- Federico Menetti - basso
- Valerio Trentini - batteria
- Filippo Zironi - chitarra
- Luca Ladinetti - chitarra
- Matteo Caselli - tromba
- Domenico Viscardi - trombone

### Altri musicisti
- François Le Compte - trombone (brani 4, 5, 7, 8, 9, 10, 11 e 12)
- Antonello Fringuelli - sassofono e clarinetto (brani 9 e 11)
- Domenico Loparco - basso (brano 12)
- Daniele Serpi - pianoforte (brani 4, 9 e 10)
- Frank - ambient (brano 9)